# Julie Fiszman
Pour les articles homonymes, voir Fiszman.
Julie Fiszman, née le 15 octobre 1974 à Ixelles est une femme politique belge bruxelloise, membre du Parti socialiste (PS) et un haut fonctionnaire du Service public régional bruxellois (SPRB).
Licenciée en sciences économiques de l'Université libre de Bruxelles, elle commence sa carrière au SPRB en 2002 et l'interrompt entre 2004 et 2009 pour siéger en tant que députée.
En 2013, elle est nommée directrice générale de Brussels Finance & budget, une des administrations du SPRB. Le 17 décembre 2020, elle nommée Secrétaire générale du SPRB, par le Gouvernement de la Région de Bruxelles-Capitale, première femme à occuper ce poste.

## Fonctions politiques
- Membre du Parlement de la Région de Bruxelles-Capitale depuis le 19 juillet 2004 au 7 juin 2009
- Conseillère communale de Bruxelles-ville depuis le 8 octobre 2006